# Battaglia di Gotland
La battaglia di Gotland o battaglia delle isole Åland fu uno scontro navale tra una squadra navale russa assistita da sottomarini britannici ed una squadra tedesca, avvenuto il 2 luglio 1915 durante la prima guerra mondiale. L'evento fu il primo caso in cui la Russia effettuò operazioni di intelligence elettronica.

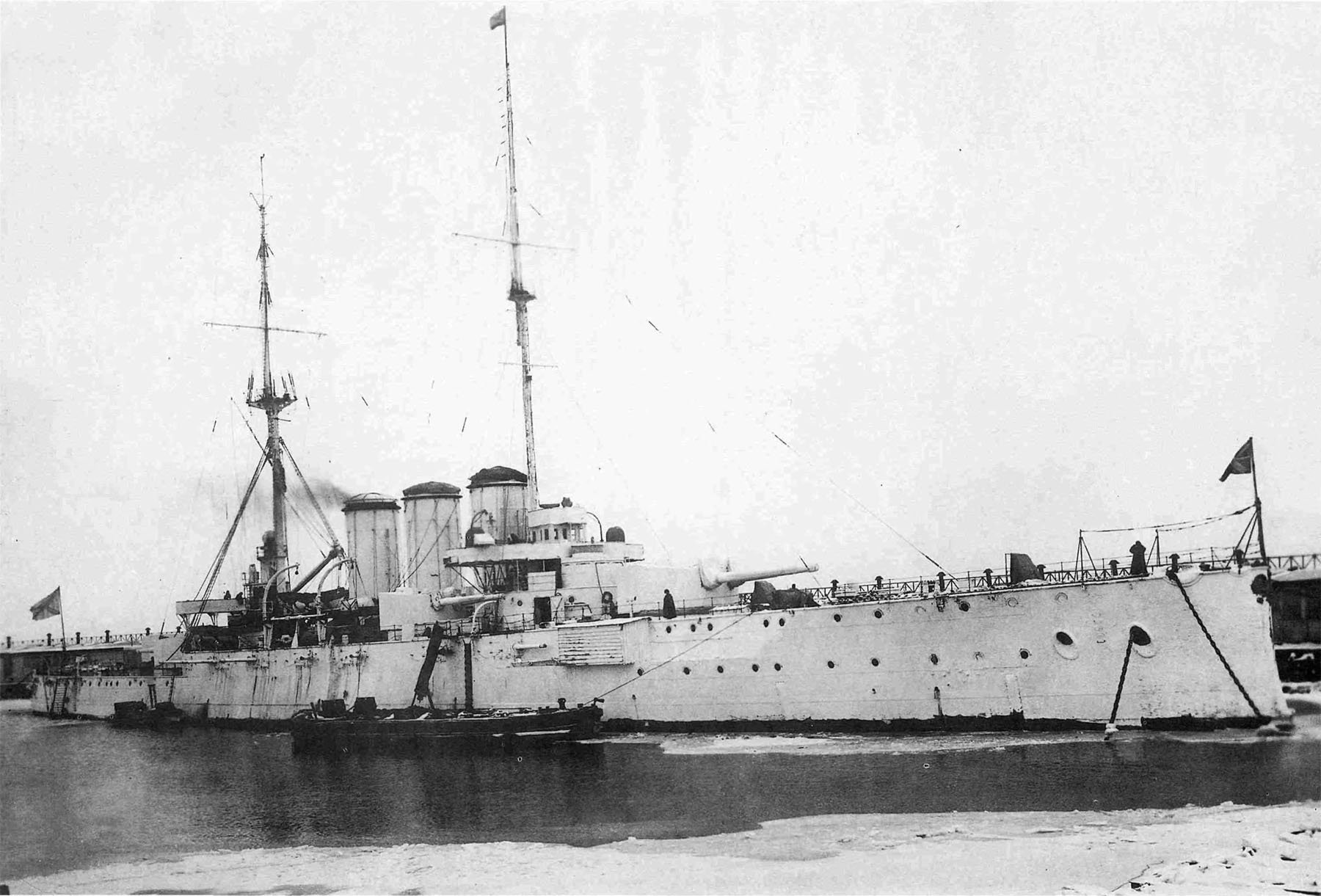
L'incrociatore corazzato Rurik, nave ammiraglia della Flotta del Baltico

## Premesse
Una squadra navale russa uscì dal porto di San Pietroburgo il 18 giugno (all'epoca la Russia usava ancora il calendario giuliano), composta dagli incrociatori corazzati  Admiral Makarov, Bayan, Oleg, Bogatyr, Rurik e dal cacciatorpediniere Novik, al comando del contrammiraglio Michail Bakhirev sulla Oleg  per bombardare Klaipeda (Memel). Durante la rotta percorsa sotto una fitta nebbia le navi Rurik e Novik si separarono dal resto della squadra ed agirono indipendentemente; inoltre una intercettazione delle comunicazioni tedesche fece ordinare dal quartier generale della marina russa alla squadra di intercettare una formazione tedesca.

## La battaglia
Al largo dell'isola di Gotland le unità russe riuscirono a sorprendere una formazione tedesca comprendente l'incrociatore corazzato Roon, gli incrociatori leggeri Augsburg e Lübeck e l'incrociatore-posamine Albatros, in rientro alla base dopo una missione di posa di mine al largo delle isole Åland. Nel corso di un confuso combattimento nella nebbia, l'incrociatore Albatros fu gravemente danneggiato dal tiro nemico e costretto a spiaggiarsi sulla costa dell'isola di Gotland, dove l'equipaggio fu poi internato dalle autorità svedesi insieme alla nave, ma benché in superiorità le unità russe evitarono di serrare lo scontro e si ritirarono protette dalla nebbia, causando danni minori agli altri incrociatori tedeschi; mentre tentava di recarsi sul luogo dello scontro, l'incrociatore corazzato SMS Prinz Adalbert fu silurato dal sommergibile britannico E9 a nord di Danzica, ma fu in grado di rientrare alla base.